# Presidentvalet i USA 1956
Presidentvalet i USA 1956 hölls den 6 november 1956 över hela USA.
Valet stod mellan den demokratiske kandidaten Adlai Stevenson från Illinois och den republikanske kandidaten Dwight D. Eisenhower från Pennsylvania.
Valet vanns av Eisenhower som fick 57,4 procent av rösterna mot Stevensons 42,0 procent.

## Demokraternas nominering
Anmälda kandidater
- Estes Kefauver, senator från Tennessee
- Adlai Stevenson, fd guvernör och demokraternas presidentkandidat  valet 1952 från Illinois
- W. Averell Harriman, guvernör från New York
- Frank J. Lausche, guvernör från Ohio
- John William McCormack, majoritetsledare i representanthuset från Massachusetts

Demokraternas konvent
Adlai Stevenson valdes till det Demokratiska partiets presidentkandidat och han valde Estes Kefauver som medkandidat.

## Republikanernas nominering
Anmälda kandidater
- Dwight D. Eisenhower, USA:s president från Pennsylvania

Republikanernas konvent
Dwight D. Eisenhower var enda kandidat eftersom ingen ville ställa upp mot honom på grund av att Eisenhower var mycket populär. Han valde den sittande vicepresidenten Richard Nixon som medkandidat.
| Presidentkandidat    | Partitillhörighet | Hemdelstat   | Röster     | Röster | Elektorsröster | Medkandidat    | Hemdelstat  |
| Presidentkandidat    | Partitillhörighet | Hemdelstat   | Antal      | Andel  | Elektorsröster | Medkandidat    | Hemdelstat  |
| -------------------- | ----------------- | ------------ | ---------- | ------ | -------------- | -------------- | ----------- |
| Adlai Stevenson      | Demokrat          | Illinois     | 26 028 028 | 42,0 % | 73             | Estes Kefauver | Tennessee   |
| Dwight D. Eisenhower | Republikan        | Pennsylvania | 35 579 180 | 57,4 % | 457            | Richard Nixon  | Kalifornien |
| Övriga               | Övriga            | Övriga       | 414 120    | 0,7 %  | 0              |                |             |
| Totalt               | Totalt            | Totalt       | 62 021 328 | 100 %  | 531            |                |             |